# Papyrus Design Group
Papyrus Design Group – studio zajmujące się produkcją gier komputerowych, założone przez Davida Kaemmera i Omara Khudariego, działające w latach 1987–2004. Firma ta była studiem producenckim Sierra Entertainment.

## Wykaz gier
- Indianapolis 500: The Simulation (1989)
- IndyCar Racing (1993)
- Project Nomad (1993)
- NASCAR Racing (1994, na Sony PlayStation – 1996)
- IndyCar Racing II (1995)
- Road Rash (1996, przy współpracy z Buzz Puppet Productions)
- NASCAR Racing 2 (1996, dodatek do gry pt. NASCAR Grand National Series Expansion Pack – 1997)
- SODA Off-Road Racing (1997)
- Grand Prix Legends (1998)
- NASCAR Legends (1999)
- NASCAR Racing 1999 Edition (1999)
- NASCAR Craftsman Truck Racing (1999)
- NASCAR Racing 3 (1999)
- NASCAR Racing 4 (2001)
- NASCAR Racing 2002 Season (2002)
- NASCAR Racing 2003 Season (2003)